# Emparelhamento de Langford

A Langford pairing for n = 4.

Na matemática combinatória, o emparelhamento de Langford, também chamado de sequência de Langford , é uma permutação da seqüência de 2n números 1, 1, 2, 2, ...,  n ,  n , em que os uns são uma unidade a parte, os dois são duas unidades a parte, e de um modo geral, as duas cópias de cada número k são k unidades a parte. O emparelhamento de Langford foi nomeado depois de C. Dudley Langford, que pôs o problema de construção em 1958.
O problema de Langford é a tarefa de encontrar pares de Langford para um dado valor de n.
A forte relação do conceito  de uma sequência de Skolem  é definida da mesma maneira, mas permutando 0, 0, 1, 1, ..., n  − 1, n − 1.

## Exemplo
Por exemplo, um emparelhamento de Langford por n = 3 é dada pela sequência 2,3,1,2,1,3.

## Propriedades
Os emparelhamentos de Langford só existem quando  n  é congruente a 0 ou 3 módulo 4; por exemplo, não há pareamento de Langford quando n = 1, 2, ou 5.
Os números de diferentes emparelhamentos de Langford para n = 1, 2, ..., contando qualquer sequência como sendo a mesma que a sua inversa, são os seguintes: 0, 0, 1, 1, 0, 0, 26, 150, 0, 0, 17792, 108144, ...
Como Knuth (2008) descreve, o problema da listagem de todos os emparelhamentos de Langford para um determinado  n  pode ser resolvido como uma instância de problema da cobertura exata, mas para grandes  n  o número de soluções pode ser calculado de forma mais eficiente através de métodos algébricos.

## Aplicações
Skolem (1957) usou sequências de Skolem para construir sistema triplo de Steiner.
Em 1960s, E. J. Groth utilizou emparelhamento de Langford para construir circuitos para multiplicação de inteiros.